# Zinn(IV)-sulfat
Zinn(IV)-sulfat ist eine anorganische chemische Verbindung des Zinns aus der Gruppe der Sulfate, die als Dihydrat vorliegt.

## Gewinnung und Darstellung
Zinn(IV)-sulfat kann durch Reaktion von α-Zinnsäure mit Schwefelsäure gewonnen werden. Beim Eindampfen der Lösung scheiden sich weiße Dihydrat-Kristalle ab, die mit zunehmender Säurekonzentration nadelförmiges, tafeliges bzw. prismatisches Aussehen haben.
Sie kann auch durch Auflösen von Zinn(IV)-oxid mit Schwefelsäure
{\displaystyle \mathrm {SnO_{2}+2\ H_{2}SO_{4}\longrightarrow Sn(SO_{4})_{2}+2\ H_{2}O} }
oder durch Reaktion von Zinn(II)-sulfat mit Schwefelsäure bei 130 bis 200 °C gewonnen werden.
{\displaystyle \mathrm {SnSO_{4}+2\ H_{2}SO_{4}\longrightarrow Sn(SO_{4})_{2}+2\ H_{2}O+SO_{2}} }
Auch die direkte Reaktion von Zinn mit heißer konzentrierter Schwefelsäure liefert Zinn(IV)-sulfat.
{\displaystyle \mathrm {Sn+4\ H_{2}SO_{4}\longrightarrow Sn(SO_{4})_{2}+2\ SO_{2}+4\ H_{2}O} }

## Eigenschaften
Zinn(IV)-sulfat ist als Dihydrat eine farblose, sehr hygroskopische, kristalline Substanz, die sich bei Kontakt mit Wasser hydrolytisch unter Abscheidung von α-Zinnsäure zersetzt. Die Verbindung hat eine hexagonale Kristallstruktur.

## Verwendung
Zinn(IV)-sulfat wird als Lösung in Schwefelsäure zur Bestimmung von Nitraten verwendet.